# Richard Boyle (3e comte de Burlington)
Pour les articles homonymes, voir Richard Boyle et Boyle.
Richard Boyle, 3e comte de Burlington et 4e comte de Cork, né le 25 avril 1694, mort le 15 décembre 1753, est un aristocrate, architecte néo-palladien et mécène anglais. Surnommé le « comte architecte » et l'« Apollon des Arts », il ne montra qu'un intérêt très limité pour la politique, bien qu'il fût membre de la Chambre des lords et du Conseil privé du roi.

## Biographie
Issu d'une famille de l'aristocratie anglaise, fils de Charles Boyle, 2e comte de Burlington, il accomplit, comme beaucoup de jeunes aristocrates britanniques de son époque, le Grand Tour, un premier voyage didactique en Italie jusqu'en 1719. Lors de ce séjour, devenant un parfait connaisseur, il se constitue une collection d'œuvres d'art, de mobilier ajouré, et de quelques statues antiques. Amateur des arts, son intérêt ne se porte pourtant pas ou peu, lors de ce premier voyage, à l'architecture. En 1726, il conçoit et fait construire la Chiswick House. En 1730, il dessine et fait construire un bâtiment pour la Sevenoaks School. Il fait également rebâtir au goût du jour la Burlington House (Londres).
Son épouse, Dorothy Savile Boyle, est une peintre portraitiste accomplie et l'amie des artistes.
Il est Grand Trésorier d'Irlande du 25 août 1715 à sa mort, et son beau-fils William Cavendish lui succède à cette charge en mars 1754.
Il est fort probable que The Burlington Magazine, fondé en 1903, ait choisi son nom en partie en hommage à ce grand érudit.
On pense que Richard Boyle serait le père de Eva Marie Veigel. Boyle aurait donné 6 000 £ pour son mariage et l'aurait reconnue comme une fille naturelle.